# زفیروسور
زفیروسور (نام علمی: Zephyrosaurus schaffi) نام یک گونه از راسته پرنده‌کفلان است.